# Route nationale 58a (Madagascar)
Pour les articles homonymes, voir Route 58A.
La route nationale 58a (N 58a) ou route de la digue, est une route nationale à Antananarivo Madagascar.

## Description
D'une longueur de 16 km, elle contourne l'agglomération d'Antananarivo au sud-ouest.
Elle relie la N 7 à Ankadimbahoaka à la N 4 à Andranomena. Sur son parcours elle croise la N 1.
Certains tronçons de la route longent la rivière Ikopa.
Sur les rives de l’Ikopa, de longues barques portent leur chargement de bois ou de briques. 
Sur les rives, de nombreux ateliers fabriquent les briques rouges employées pour la construction des maisons de la ville haute.
Le marché de la digue est un grand marché artisanal situé le long de la route de la digue.